# Ruslans Mihaļčuks
Ruslans Mihaļčuks (Riga, 10 agosto 1976) è un ex calciatore lettone, di ruolo centrocampista.

## Carriera

### Club
Ha cominciato a giocare nel Pardaugava: con il fallimento di questo club passò prima nello Skonto/Metals-Rinar e poi nel RAR Jelgava.
Passò quindi al Daugava dover rimase per diverse stagioni, seguendo le varie trasformazioni del club (prima divenuto LU-Daugava e in seguito fusosi col Policijas, per dar vita al PFK Daugava).
Dopo due stagioni allo Jurmala, passò all'estero con i lituani dell'Ekranas, dove rimase sia nel 2004 che nel 2006, intervallando questa sua esperienza con militanze nel Ventspils e di nuovo nello Jurmala. Con l'Ekranas vinse la Supercoppa lituana nel 2006.
Trascorse le ultime due stagioni nel Daugava di Daugavpils e nel Metalurgs di Liepāja.

### Nazionale
Giocò solo due partite in nazionale: esordì il 3 dicembre 2004 in un incontro amichevole nell'ambito della Coppa del Primo Ministro; giocò solo un tempo, prima di essere sostituito da Igors Semjonovs. La seconda partita, contro la Lituania, fu disputata nell'ambito della Coppa del Baltico: Mihaļčuks giocò l'ultima mezz'ora subentrando ad Andrejs Štolcers.

## Statistiche

### Cronologia presenze e reti in Nazionale
| Cronologia completa delle presenze e delle reti in nazionale ― Lettonia | Cronologia completa delle presenze e delle reti in nazionale ― Lettonia | Cronologia completa delle presenze e delle reti in nazionale ― Lettonia | Cronologia completa delle presenze e delle reti in nazionale ― Lettonia | Cronologia completa delle presenze e delle reti in nazionale ― Lettonia | Cronologia completa delle presenze e delle reti in nazionale ― Lettonia | Cronologia completa delle presenze e delle reti in nazionale ― Lettonia | Cronologia completa delle presenze e delle reti in nazionale ― Lettonia |
| Data                                                                    | Città                                                                   | In casa                                                                 | Risultato                                                               | Ospiti                                                                  | Competizione                                                            | Reti                                                                    | Note                                                                    |
| ----------------------------------------------------------------------- | ----------------------------------------------------------------------- | ----------------------------------------------------------------------- | ----------------------------------------------------------------------- | ----------------------------------------------------------------------- | ----------------------------------------------------------------------- | ----------------------------------------------------------------------- | ----------------------------------------------------------------------- |
| 3-12-2004                                                               | Riffa                                                                   | Bahrein                                                                 | 2 – 2 dts (4-2 dtr)                                                     | Lettonia                                                                | Coppa del Primo Ministro                                                | -                                                                       | 46’                                                                     |
| 21-5-2005                                                               | Kaunas                                                                  | Lituania                                                                | 2 – 0                                                                   | Lettonia                                                                | Coppa del Baltico 2005                                                  | -                                                                       | 58’                                                                     |
| Totale                                                                  |                                                                         | Presenze                                                                | 2                                                                       |                                                                         | Reti                                                                    | 0                                                                       |                                                                         |

## Palmarès

### Club
- Supercoppe di Lituania: 1

Ekranas: 2006